# Rudolf Ander
Rudolf Ander, eigentlich Rudolf Andersch, (15. Februar 1862 in Kratzau, Böhmen; – 2. Mai 1935 in Wien-Mariahilf) war ein österreichischer Theater- und Filmschauspieler.

## Leben
Der Sohn eines Fabrikanten besuchte die Greysche Theaterschule und ging 1880 zur Bühne. Er begann seine Schauspielerlaufbahn in Baden bei Wien, kam dann nach Teplitz, von dort an andere kleine Bühnen, wirkte 1892 bis 1896 in Brünn, 1897 und 1898 in Hamburg am Carl-Schultze-Theater und kam hierauf an das Zentraltheater in Berlin, wo er als „Präfekt“ in „Geisha“ auftrat und die Rolle über 600 Mal erfolgreich darstellte. Dort wirkte er bis mindestens 1902.
Über seinen weiteren Lebensweg ist wenig bekannt. 1906 bis 1909 arbeitete er am Raimundtheater in Wien. 1909 taucht er als Darsteller in einem Stummfilm auf. 1935 starb er 73-jährig in Wien an einer Gehirnschlag. Sein Grab, das heute nicht mehr existiert, befand sich auf dem Ober Sankt Veiter Friedhof in Wien.
Verheiratet war er mit Ida Perry (1877–1966) und der Operettensängerin Elli Peer (1900–1927). Die gemeinsame Tochter mit Ida, Charlotte Ander (1902–1969), wurde ebenfalls Schauspielerin.

## Filmografie
- 1909: Orpheus in der Unterwelt